# 月亮臉
月亮脸是臉部出現的一种症状，當面部两侧脂肪沉积時，面部會變成圆形。 通常感染庫興氏症候群或服用甾体（尤其是皮質類固醇）後就有可能出現月亮脸。 